# Ichihara
Ichihara (jap. 市原市 Ichihara-shi) – miasto w Japonii, w prefekturze Chiba, na wyspie Honsiu (Honshū). Ma powierzchnię 368,17 km². W 2020 r. mieszkały w nim 269 653 osoby, w 117 675 gospodarstwach domowych  (w 2010 r. 279 601 osób, w 111 883 gospodarstwach domowych).

## Położenie
Miasto leży w południowej części prefektury Chiba nad Zatoką Tokijską.
Graniczy z miastami:
- Chiba
- Kisarazu
- Kimitsu
- Sodegaura
- Mobara

## Gospodarka
W mieście rozwinął się przemysł stoczniowy, elektrotechniczny, szklarski, rafineryjny oraz hutniczy.

## Miasta partnerskie
- Stany Zjednoczone: Mobile